# Guioa concolor
Guioa concolor là một loài thực vật có hoa trong họ Bồ hòn. Loài này được Gillespie mô tả khoa học đầu tiên năm 1931.